# ABRIXAS
ABRIXAS (acrónimo de A BRoad band Imaging X-ray All-sky Survey en inglés) fue un observatorio espacial alemán de rayos X lanzado el 28 de abril de 1999. Debido a un fallo en las baterías del satélite, el contacto se perdió a los tres días del lanzamiento.
ABRIXAS tenía la misión de realizar un estudio de todo el cielo en la banda energética entre 1 y 10 keV con una resolución de 30 segundos de arco. La carga científica fue desarrollada por MPE/Garching y el Instituto de Astrofísica de Potsdam, y consistía en un conjunto de siete telescopios Wolter de rayos X duros que compartían un detector CCD de 36 cm² (idéntico al CCD de la cámara EPIC del XMM-Newton). La misión habría complementado el estudio en rayos X de entre 0,1 y 2 keV hecho por el observatorio espacial ROSAT, y habría durado 3 años como mínimo.
Fue lanzado desde el cosmódromo de Kapustin Yar por un cohete Kosmos 3.